# James Henderson Berry
James Henderson Berry (15 de Maio de 1841 – 30 de Janeiro de 1913) foi um Senador dos EUA e exerceu como o 14° Governador do Arkansas.

## Primeiros anos

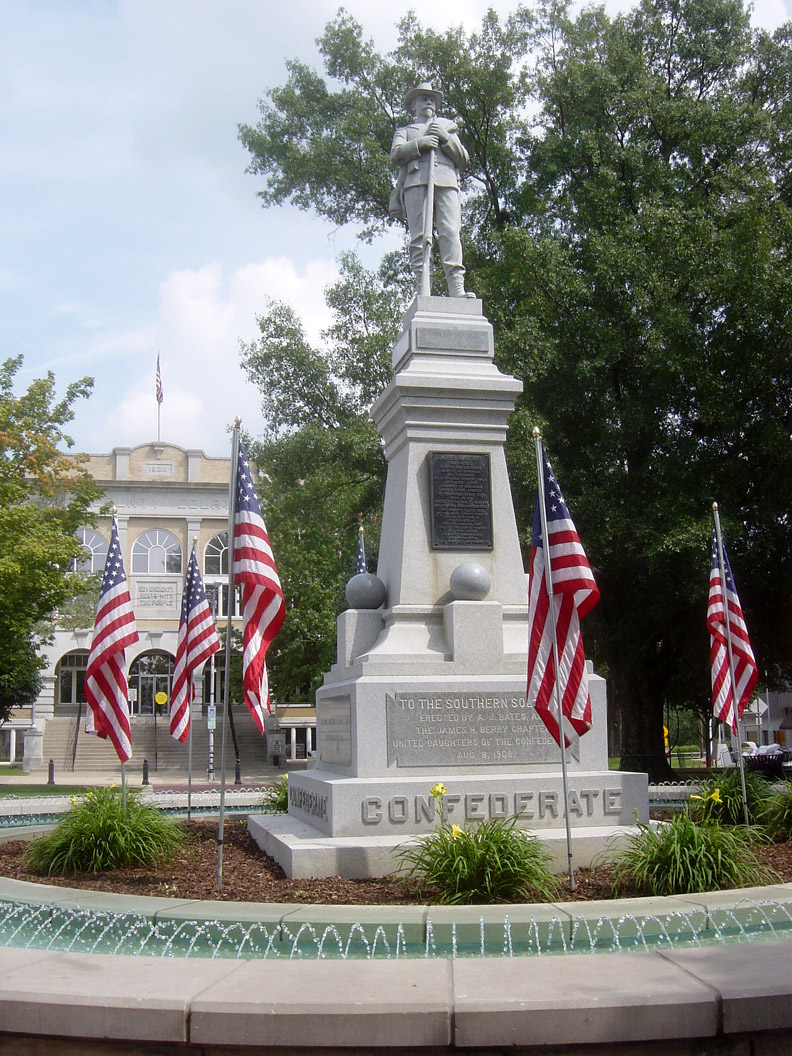
Um monumento de 1908 em homenagem a James H. Berry e ao Soldado do Sul, localizado na praça da cidade de Bentonville, Arkansas

James Henderson Berry nasceu no Condado de Jackson, Alabama, filho de Isabella Jane (nascida Orr) e James McFerrin Berry. A família mudou-se para o Arkansas em 1848. Berry frequentou a Berryville Academy em Berryville, Arkansas, por um ano. A academia recebeu o nome de sua família. Berry estudou direito e em 1866 foi aceito na Ordem do Arkansas.

## Guerra Civil Americana
No início da Guerra Civil Americana, Berry juntou-se ao Exército Confederado e foi designado como segundo tenente na 16ª Infantaria do Arkansas. Berry perdeu a perna direita durante a Batalha do Second Corinth, no norte do Mississippi. Depois de se recuperar de seu ferimento, trabalhou como professor e iniciou uma advocacia privada.

## Carreira política
Berry foi eleito para a Câmara dos Representantes do Arkansas em 1866. Foi reeleito em 1872 e em 1874. Em seu último mandato, foi selecionado para ser o Presidente da Câmara. Berry foi o presidente da Convenção Democrata do Estado em 1876. Em 1878, tornou-se juiz do Quarto Circuito Judicial e exerceu nesse cargo até 1882, quando foi eleito Governador do Arkansas. O governo Berry focou na redução da dívida do estado e na criação de um hospital psiquiátrico estadual. Berry não concorreu à reeleição. Em Março de 1885, Berry foi selecionado pela câmara para terminar o mandato restante do Senador Augustus H. Garland. Berry permaneceu no Senado dos EUA pelos próximos 22 anos.

## Últimos anos
Em 1910, Berry aceitou um cargo na Comissão de História do Arkansas para marcar os túmulos de todos os soldados Confederados do Arkansas que morreram nas prisões do norte. Berry morreu em Bentonville, Arkansas, e está sepultado no Cemitério Knights of Pythias (atual Cemitério de Bentonville), Bentonville, Arkansas.

## Vida pessoal
Em 1865, Berry casou-se com E. Q. "Lizzie" Quaile. Tiveram seis filhos.